# دخترک درامر (مجموعه تلویزیونی)
دخترک درامر (انگلیسی: The Little Drummer Girl) یک مجموعهٔ تلویزیونی درام بریتانیایی بر پایهٔ رمان به همین نام نوشتهٔ جان لوکاره است. این مجموعه نخستین بار در ۲۸ اکتبر ۲۰۱۸ از انگلیس در بی‌بی‌سی وان و در نوامبر ۲۰۱۸ از ایالات متحده پخش شد.